# Nazionale maschile di calcio a 5 della Francia
La nazionale di calcio a 5 della Francia  è, in senso generale, una qualsiasi delle selezioni nazionali di Calcio a 5 della Federazione calcistica francese che rappresentano la Francia nelle varie competizioni ufficiali o amichevoli riservate a squadre nazionali.

## Rosa
Aggiornata al Campionato europeo 2018
Allenatore: Pierre Jacky
| N. | Pos. | Giocatore             | Data di nascita/Età        | Squadra         |
| -- | ---- | --------------------- | -------------------------- | --------------- |
| 1  | POR  | Djamel Haroun         | 6 luglio 1983 (34 anni)    | Roubaix         |
| 12 | POR  | Maarouf Kerroumi      | 1º giugno 1994 (23 anni)   | Hérouville      |
| 16 | POR  | Joévin Durot          | 25 novembre 1985 (32 anni) | FMC Châtelet    |
| 2  | LAT  | Sid Belhaj            | 28 agosto 1992 (25 anni)   | ACCS            |
| 5  | DIF  | Boulaye Ba            | 21 maggio 1993 (24 anni)   | Kremlin-Bicêtre |
| 6  | DIF  | Kevin Ramírez         | 10 agosto 1987 (30 anni)   | ACCS            |
| 7  | LAT  | Michaël De Sa Andrade | 14 agosto 1995 (22 anni)   | Garges Djibson  |
| 8  | DIF  | Azdine Aigoun         | 11 maggio 1987 (30 anni)   | Kremlin-Bicêtre |
| 10 | PIV  | Abdessamad Mohammed   | 10 dicembre 1990 (27 anni) | ACCS            |
| 11 | PIV  | Landry N'Gala         | 8 giugno 1993 (24 anni)    | Garges Djibson  |
| 14 | LAT  | Samir Alla            | 27 gennaio 1985 (33 anni)  | Hérouville      |
| 18 | DIF  | Samba Kebe            | 4 dicembre 1987 (30 anni)  | Garges Djibson  |
| 19 | LAT  | Adrien Gasmi          | 25 marzo 1986 (31 anni)    | Kremlin-Bicêtre |
| 20 | PIV  | Souheil Mouhoudine    | 29 marzo 1995 (22 anni)    | ACCS            |

## Statistiche nelle competizioni internazionali

### Campionato mondiale
| Anno   | Luogo         | Piazzamento      | G | V | N | P | GF | GS |
| ------ | ------------- | ---------------- | - | - | - | - | -- | -- |
| 1989   | Paesi Bassi   | Non presente     | - | - | - | - | -  | -  |
| 1992   | Hong Kong     | Non presente     | - | - | - | - | -  | -  |
| 1996   | Spagna        | Non presente     | - | - | - | - | -  | -  |
| 2000   | Guatemala     | Non qualificata  | - | - | - | - | -  | -  |
| 2004   | Taipei cinese | Non qualificata  | - | - | - | - | -  | -  |
| 2008   | Brasile       | Non partecipante | - | - | - | - | -  | -  |
| 2012   | Thailandia    | Non qualificata  | - | - | - | - | -  | -  |
| 2016   | Colombia      | Non qualificata  | - | - | - | - | -  | -  |
| 2021   | Lituania      | Non qualificata  | - | - | - | - | -  | -  |
| 2024   | Uzbekistan    | 4º posto         | 7 | 4 | 0 | 3 | 24 | 23 |
| Totale | 1/10          |                  | 7 | 4 | 0 | 3 | 24 | 23 |

### Campionato europeo
| Anno   | Luogo       | Piazzamento     | Pd | V | N | P | GF | GS |
| ------ | ----------- | --------------- | -- | - | - | - | -- | -- |
| 1996   | Spagna      | Non presente    | -  | - | - | - | -  | -  |
| 1999   | Spagna      | Non qualificata | -  | - | - | - | -  | -  |
| 2001   | Russia      | Non qualificata | -  | - | - | - | -  | -  |
| 2003   | Italia      | Non qualificata | -  | - | - | - | -  | -  |
| 2005   | Rep. Ceca   | Non qualificata | -  | - | - | - | -  | -  |
| 2007   | Portogallo  | Non qualificata | -  | - | - | - | -  | -  |
| 2010   | Ungheria    | Non qualificata | -  | - | - | - | -  | -  |
| 2012   | Croazia     | Non qualificata | -  | - | - | - | -  | -  |
| 2014   | Belgio      | Non qualificata | -  | - | - | - | -  | -  |
| 2016   | Serbia      | Non qualificata | -  | - | - | - | -  | -  |
| 2018   | Slovenia    | Primo turno     | 2  | 0 | 1 | 1 | 7  | 9  |
| 2022   | Paesi Bassi | Non qualificata | -  | - | - | - | -  | -  |
| Totale | 1/12        |                 | 2  | 0 | 1 | 1 | 7  | 9  |